# Stabilní katastr

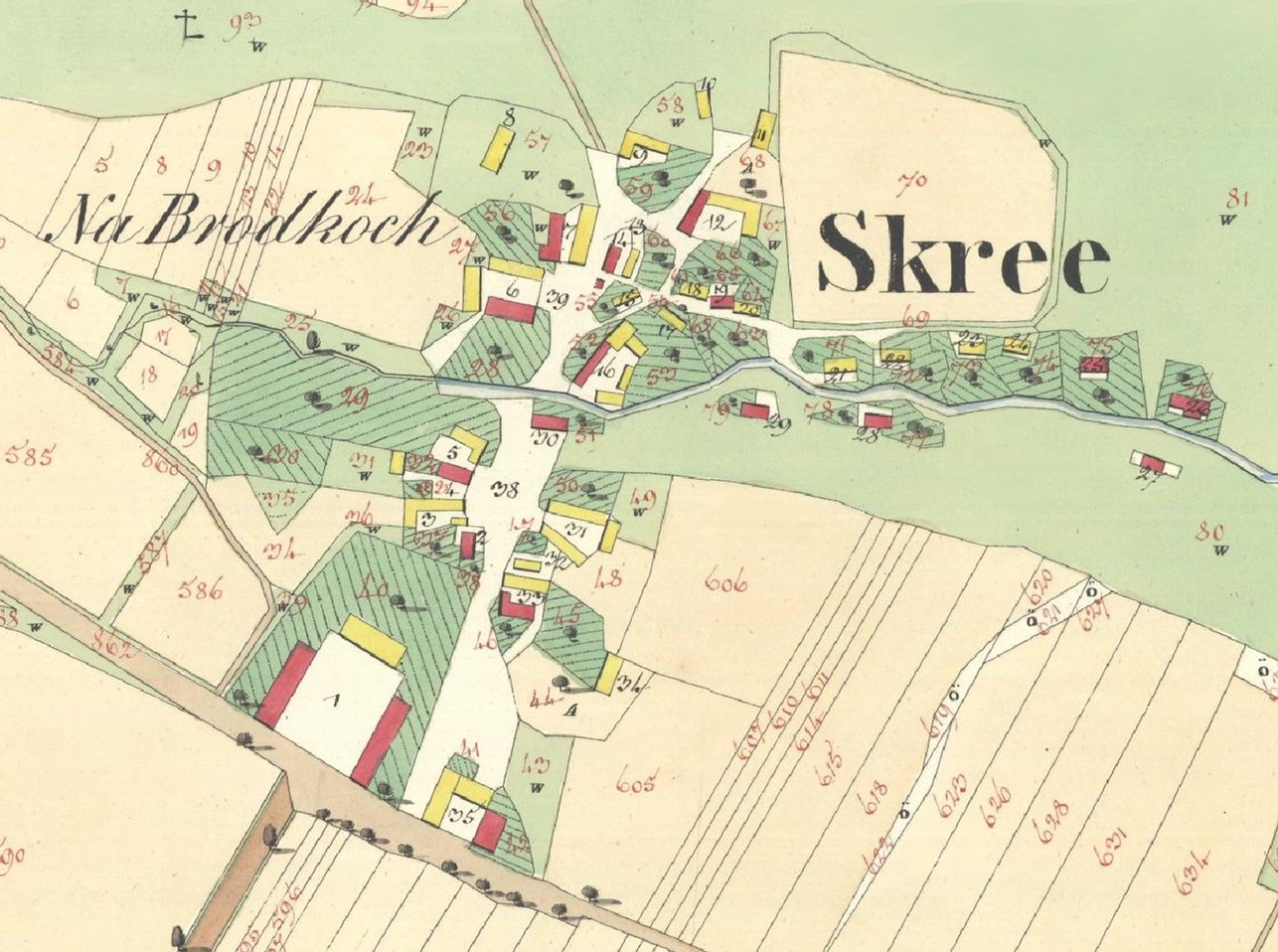
Výřez z císařského otisku stabilního katastru: obec Skryje (okres Třebíč)

Stabilní katastr (německy Franziszeischer Kataster, františkovský katastr) byl soubor údajů o veškerém půdním fondu v předlitavské části Rakouského císařství. Pořízen byl v první polovině 19. století za účelem získání dostatečně přesného měřického podkladu pro stanovování pozemkové daně. Měl to být trvalý registr, a proto byl nazván „stabilní“. Z měřického operátu stabilního katastru byly odvozeny pozdější katastrální mapy v českých zemích.
Nerovnoměrnost ve zdanění dominikálu a rustikálu a stoupající požadavky státu si již dávno žádaly reformu. 2. srpna 1806 byly zahájeny přípravné práce na novém katastru, 21. srpna 1810 přešlo vypracování nového systému pro pozemkovou daň z působnosti Dvorské kanceláře do působnosti právě vzniklé sedmičlenné komise. Ta pod vedením Kristiana Wurmsera pracovala koncepčně, cílevědomě, takticky a na vědecké bázi. Důsledně připravovala technickou i legislativní stránku. Trpělivým vysvětlováním dosáhla vydání všech dílčích aktů, i když musela tajit jejich návaznost. Snaha vyvrcholila vydáním patentu císaře Františka I. ze dne 23. prosince 1817 o dani pozemkové a vyměření půdy. Nejdříve byly přesně vymezeny hranice pozemků. Takto označené pozemky byly posléze zaměřeny. Základní jednotkou byla katastrální obec. U pozemků se evidovala jejich velikost, poloha a čistý výnos.
Přesné trigonometrické zaměření provádělo v terénu několik polních měřičských skupin. V Čechách měření proběhlo v letech 1826–1830 a pak 1837–1843, na Moravě a Slezsku v letech 1824–1830 a 1833–1836. Vznikaly tak katastrální mapy v měřítku 1:2880 (1 rakouské jitro v terénu = 1 palec čtverečný na mapě) zvlášť pro každou katastrální obec; z nich tzv. císařský (povinný) otisk (Kaiserpflichtexemplar) byl archivován v Centrálním archivu pozemkového katastru ve Vídni. Po rozpadu Rakouska-Uherska byl otisk pro české země předán do pražských úřadů. Tyto „císařské otisky“ byly nejprve uloženy v archivu Ministerstva financí, později přemístěny do Ústředního archivu zeměměřictví a katastru.
Katastrální operát měl tři části:
- měřický operát – výstup geometrického zaměření a zobrazení všech pozemků,
- písemný operát – soupis všech pozemků a jejich vlastníků,
- vceňovací operát – druhové a bonitní rozdělení pozemků.

## Legenda

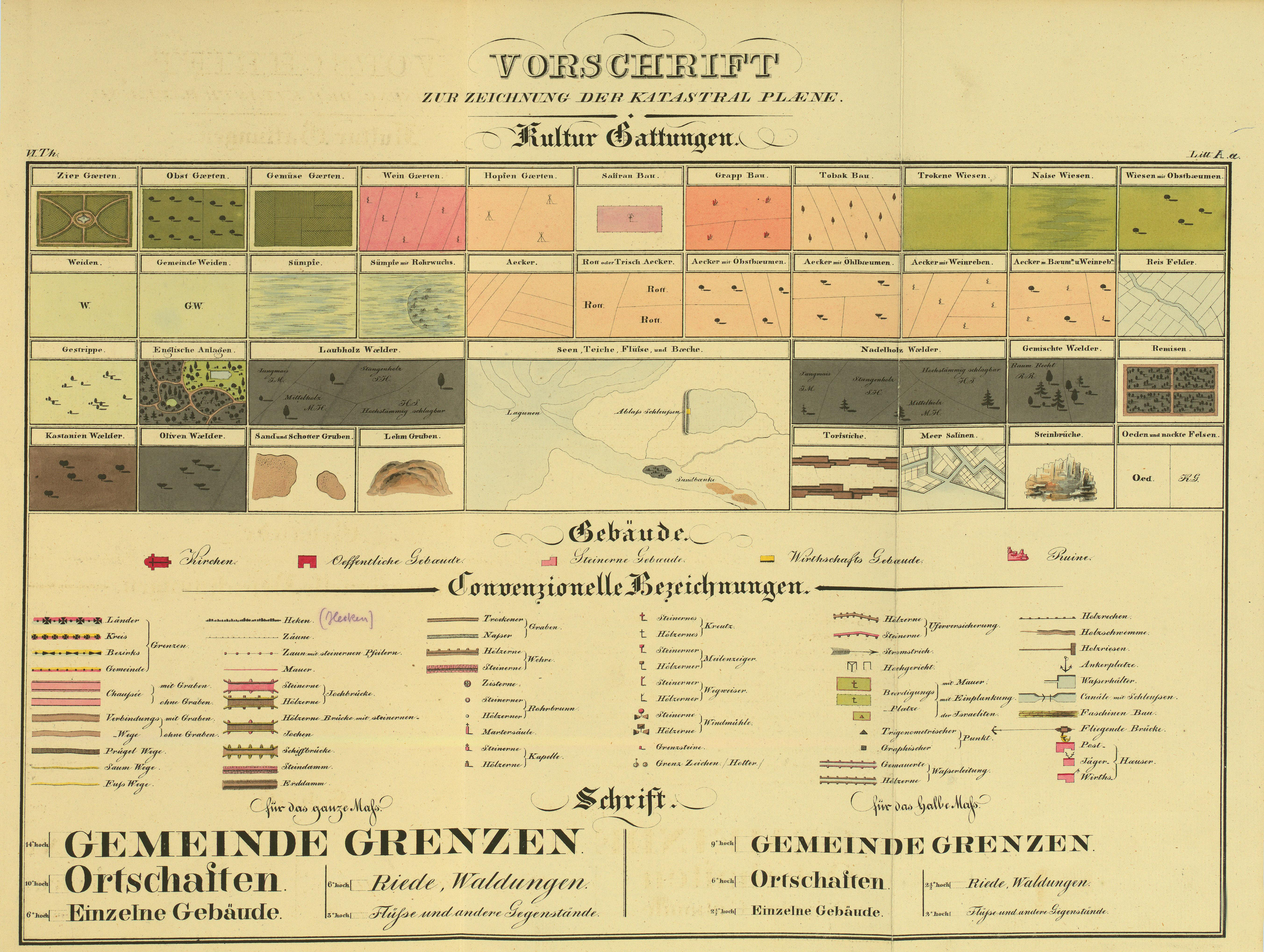
Legenda map stabilního katastru (německy)

Mapy stabilního katastru byly vytvořeny a kolorovány podle jednotné legendy. Např. okrová jsou pole (zkratka Rott značí kopaninu, dočasný úhor), šedé s nádechem hnědé lesy, sytě zelené parky a zahrady, zelené louky, světle zelené pastviny (s písmenem W nebo GW, což je zkratka pro obecní pastviny); karmínové jsou zděné budovy, kamenné mosty, jezy a silnice, v tmavém odstínu karmínové veřejné stavby, žlutě jsou dřevěné budovy (roubené, spalné), mosty a jezy. Bílou barvu mají veřejná prostranství a půda, která se neobdělává, jako dvory a nádvoří. Hnědou barvu mají cesty, modrou vodní plochy.

## Geodetické základy
Triangulace prováděná pro stabilní katastr svou specifikací navazovala na předcházející vojenskou triagulaci prováděnou v rámci druhého vojenského mapování a probíhala od roku 1821 do roku 1864. Návaznost je patrná z délkové základny i převzetí stabilizace některých bodů astronomické vojenské triangulace do číselné trigonometrické sítě stabilního katastru. Prací byli pověřeni většinou vojenští důstojníci s titulem trigonometr.
Síť I. řádu byla budována na Moravě v letech 1821–1826 a v Čechách 1824–1825 a 1827–1840. Sítě II. a III. řádu následovaly v letech 1825–1829 na Moravě a v letech 1825–1840 v Čechách. Specifikem stabilizace bodů ze sítě I. řádu byla nutnost centrického umístění stroje, což znamená, že stroj s měřičem musel být v době měření postaven přesně nad inkriminovaným bodem. V bodech sítě II. a III. řádu už bylo možné použít například věže kostelů či rozhleden. Vzdálenost bodů I. řádu byla průměrně 40 km (maximální délka Králický Sněžník – Ruprechtický Špičák: 65 km). Body II. řádu byly vzdáleny 9–15 km a III. řádu 4–9 km.
Úkolem číselné triangulace (síť III. řádu) bylo zajistit, aby na oblasti o ploše jedné rakouské čtvereční míle (Quadrant-Meile) byly určeny tři body tak, aby minimálně jeden z bodů bylo možné použít pro stanovisko měřického stolu a z tohoto bodu byla viditelnost alespoň jedné orientace na zbývající dva body v tomto prostoru. Výjimku tvořily horské lokality, kde stačila dvojice bodů se vzájemnou orientací. Pro potřeby podrobného měření byla číselná síť zhuštěna sítí IV. řádu (grafickou triangulací, prováděnou metodou grafického protínání pomocí měřického stolu).
Hustota sítě IV. řádu byla 57 bodů na jednu čtvereční míli. Od roku 1865 byla i tato síť určována číselně. K úhlovému měření bylo užito Reichenbachových repetičních teodolitů. Délková měření byla provedena v sáhové míře. Rozměr sítě byl odvozen z těchto měřených základen: u Vídeňského Nového Města v Dolním Rakousku (6410,903 °), u Welsu v Horním Rakousku (7903,812 °), u Radouce v Bukovině (5199,60 °) a u Hall v Tyrolsku (2990,384 °).
Celkový počet bodů I.–III. řádu triangulace stabilního katastru tvořilo na území Čech 2623 bodů a na území Moravy 1069 bodů. Tyto body byly stabilizovány mezníky s označením písmeny „K.V.“ (Katastral - Vermessung). stabilizace však proběhla s časovým odstupem a nalezeno a stabilizováno tak bylo pouze 85–90 % bodů.

## Měřítko
Měřítko mapy 1:2 880 vychází z dolnorakouské sáhové míry, která byla oficiální délkovou soustavou Rakouského císařství. Měřítko je stanoveno tak, aby se plocha jednoho dolnorakouského jitra zobrazila na mapě jako jeden palec čtvereční. Jitro je čtverec o straně 40° (sáhů).
Délkové měřítko mapy 1:2 880 je stanoveno tak, že vzdálenost 40° (sáhů) ve skutečnosti (tj. v terénu), odpovídá vzdálenosti jednoho palce na mapě. Jeden sáh se dělí na šest stop (1° = 6’), jedna stopa se dělí na 12 palců (1’ = 12"), potom 40 sáhů = 40 x 6 x 12 = 2 880 palců.
Plošné výměry byly stanovovány z měřených délkových rozměrů, pokud to bylo možné, většinou však byly určeny graficky, rozdělením parcel na jednoduché obrazce (trojúhelníky a lichoběžníky).

## Měřický operát

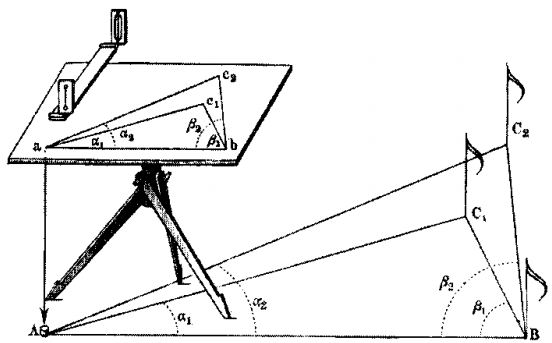
Měřický, topografický stolek a průzor s ukázkou protínání vpřed

Samotnému podrobnému měření předcházelo zjištění a vyznačení katastrálních hranic a hranic pozemkových, které byly vyznačeny a očíslovány v terénu a zakresleny do polního náčrtu. Šetření a popis katastrálních hranic probíhalo za přítomnosti zástupců okresu nebo kraje, starosty a dvou zástupců z obce. Kde to bylo možné, byly využity stabilizační znaky z josefínského katastru. Zvoleno bylo základní měřítko 1 : 2 880 a transverzální válcové zobrazení Cassini-Soldnerovo.
Organizace byla zajištěna i díky v každém kraji zřízené komisi, která měla svého referenta pro mapovací práce a inspektora pro vceňovací věci hospodářské. Tato komise pak dohlížela na probíhající měřické práce v kraji.
Měření polohopisu proběhlo metodou měřického stolu. Vybavení měřiče se skládalo krom měřického stolu ze zaměřovacího zařízení, buzoly, vodováhy a měřického řetězce pro měření délky.
Měřické práce prováděli později krom vojenských i civilní měřiči s přiděleným adjunktem (měřickým pomocníkem) a najatými figuranty (pro méně kvalifikovanou práci). Důležitou součástí měřické skupiny byl z dané oblasti vybraný znalec místních poměrů, tzv. indikátor.
Mapovací práce probíhaly na území Čech 12 let, bylo zaměřeno 8967 katastrálních obcí o výměře 51 953 km² s 9 321 064 parcelami. Na Moravě a ve Slezsku práce trvaly 11 let, zaměřeno bylo 3724 obcí o výměře 27 375 km² s 6 038 454 parcelami.